# Hervormde kerk (Doeveren)
De Hervormde kerk is een protestants kerkgebouw in de tot de Noord-Brabantse gemeente Heusden behorende plaats Doeveren, gelegen aan de Dorpsstraat 9.

## Geschiedenis
In Doeveren bestond al vanaf 1804 een hervormd kerkgebouw. Dit werd echter in 1944 door oorlogsgeweld verwoest. Een nieuw kerkje werd gebouwd in 1950. De kerkelijke gemeente bleef ook na de kerkenfusie van 2004 een hervormde signatuur behouden.

## Gebouw
Het betreft een eenvoudig bakstenen gebouwtje onder zadeldak, dat voorzien is van een dakruiter boven de ingang. Het ligt op een terp en is vervaardigd met handgevormde bakstenen.